# Roberto Stajev
Roberto Stajev (mazedonisch Роберто Стајев; * 29. Juli 1995 in Štip) ist ein nordmazedonisch-italienischer Fußballspieler.

## Karriere
Stajev wechselte im Januar 2013 aus der Schweiz vom FC Windisch in seine Heimat zum FK Bregalnica Štip. Im Januar 2014 wechselte er nach Slowenien zum Zweitligisten NK Krško. Für Krško absolvierte er insgesamt fünf Partien in der 2. SNL. Im Januar 2015 kehrte er nach Mazedonien zurück und schloss sich dem Erstligisten FK Pelister Bitola an. Für Pelister kam er bis zum Ende der Saison 2014/15 zu fünf Einsätzen in der Prva Makedonska Liga. Zur Saison 2015/16 wechselte der Verteidiger nach Serbien zum FK Radnički Niš. Dort kam er aber nie zum Einsatz.
Zur Saison 2016/17 wechselte Stajev wieder nach Mazedonien, diesmal zum Zweitligisten FK Metalurg Skopje. Im Januar 2017 wechselte er nach Italien zum unterklassigen Passirio Merano. Zur Saison 2019/20 schloss er sich dem österreichischen Regionalligisten ATSV Stadl-Paura an. Für die Oberösterreicher absolvierte er 15 Partien in der Regionalliga, in denen er dreimal traf. Im Januar 2020 wechselte er zurück nach Meran. Im Februar 2021 wechselte er nach Litauen zum Zweitligisten FK Jonava.
Zur Saison 2021/22 wechselte Stajev ein zweites Mal nach Stadl-Paura. Während seines zweiten Engagements in Stadl-Paura kam er zu sechs Einsätzen. Im Oktober 2021 verließ er die Oberösterreicher wieder und wechselte zurück nach Italien zum unterklassigen FC Tirol. Im Februar 2022 kehrte er wieder nach Österreich zurück und schloss sich dem Regionalligisten SV Spittal/Drau an. Für Spittal kam er zu elf Regionalligaeinsätzen, mit dem Team stieg er zu Saisonende aber aus der dritten Liga ab.
Daraufhin wechselte er zur Saison 2022/23 zum viertklassigen Favoritner AC.